# Півполушка
Півполушка (півполушки) — мідна монета, що випускалася в Російській імперії за Петра Першого в 1700 році. Півполушка мала номінал у ½ полушки, ¼ деньги та, відповідно, ⅛ копійки.
Відомий лише один випуск півполушки, здійснений у 1700 році. Чекан монети такого дрібного номіналу виявився невигідним і більше не здійснювався. На аверсі зображений двоголовий орел, на реверсі — номінал та дата карбування кириличними цифрами.
Як і інші мідні монети 1700, півполушка карбувалась на Набережному монетному дворі в Москві. Іменний указ від 20 жовтня 1699 року проголошував, що робиться це «для всенародної користі та для загального прибутку до будь-якого торгу». В окремому указі від 11 (22) березня 1700 року, який офіційно оголошував про початок мідного карбування, було сказано, що «мідні дєнєжки, полушки та півполушки… роблять і надалі робитимуть на Москві, на грошовому дворі тиснені, а не литі і не ковані».